# Калуський пивзавод
Калуський пивзавод — підприємство харчової промисловості України, зайняте у галузі виробництва та реалізації пива. Розташоване у місті Калуші Івано-Франківської області. Одне з найстаріших пивоварних підприємств України. Наразі управління підприємством здійснюється товариством з обмеженою відповідальністю «Карпати плюс 2004», продукція здебільшого реалізується у західних областях України.

## Історія
Довгий час роком заснування пивзаводу у Калуші вважався 1649. Пізніше були знайдені архівні документи, які свідчать про існування у місті пивоварного виробництва щонайменше у 1565 році, тож наразі історію підприємства прийнято вести саме від цієї дати. Відомо, що за часів Австро-Угорщини продукція броварні продавалася навіть у віддалених від Галичини містах імперії. З 1870 року власником броварні у Калуші було товариство Muhlstein, Spindel i Weissmann. 1890 року при підприємстві було збудовано солодовню, яка й донині продовжує забезпечувати підприємство солодом власного виробництва.
За радянських часів пивзавод було націоналізовано, підприємство входило до об'єднання «Укрпивопром» Мінхарчопрому СРСР, Івано-Франківського АПК Мінагропрому СРСР. 
В рамках процесів роздержавлення власності на початку 1990-х пивзавод було приватизовано, до середини 2000-х він входив до активів ВАТ «Калуський бровар». В умовах підвищення рівня конкуренції на українському ринку пива фінансовий стан підприємства значно погіршився і на початку 2005 року завод був на межі банкрутства. Однак вже у березні того ж року майновий комплекс підприємства був викуплений київською компанією-інвестором, яка передала його в оренду створеному в Калуші ТОВ «Карпати плюс 2004».
Новий власник стабілізував фінансовий стан підприємства та почав процес модернізації виробництва, оновлення та розширення асортименту продукції, активізації маркетингових зусиль. У результаті цих заходів було відновлено присутність калуського пива на ринку Івано-Франківщини та сусідніх з нею областей.

## Асортимент продукції

Пиво Калуського пивзаводу, 2010 рік.

Наразі асортимент пива броварні включає такі сорти пива, які розливаються у півлітрові скляні пляшки:
- «Калуське Лагер» — Густина 11 %. Алк.об. 2,8 %.
- «Калуське Лагер Eksportowe» — Густина 14 %. Алк.об. 4,6 %.
- «Калуське Преміум» — Густина 12 %. Алк.об. 4,3 %.
- «Калуське Темне» — Густина 15 %. Алк.об. 3,8 %.
- «Калуське Міцне» — Густина 14 %. Алк.об. 4,6 %.
- «Франківське Лагер» — Густина 12 %. Алк.об. 4,3 %.
- «Станіславське Лагер» — Густина 15 %. Алк.об. 4,0 %.
- «Бандерівське» — Густина 12 %. Алк.об. 4,4 %